# كريس برادفورد
كريس برادفورد (بالإنجليزية: Chris Bradford)‏ هو مغن مؤلف بريطاني، ولد في 4 مايو 1950 في ليفربول في المملكة المتحدة.